# Chenguanzhuang
Chenguanzhuang (kinesiska: 陈官庄, 陈官庄乡) är en socken i Kina. Den ligger i provinsen Henan, i den centrala delen av landet, omkring 280 kilometer öster om provinshuvudstaden Zhengzhou. Antalet invånare är 16 768. Befolkningen består av 8 337 kvinnor och 8 431 män. Barn under 15 år utgör 21,0 %, vuxna 15-64 år 65 %, och äldre över 65 år 12,0 %.
Genomsnittlig årsnederbörd är 1 070 millimeter. Den regnigaste månaden är juli, med i genomsnitt 212 mm nederbörd, och den torraste är januari, med 14 mm nederbörd.